# Grup de la dresserita
El grup de la dresserita és un grup de minerals format per vuit minerals de la classe dels carbonats: alumohidrocalcita, dresserita, dundasita, estronciodresserita, grguricita, hidrodresserita, kochsandorita i petterdita. L'alumohidrocalcita, la grguricita i la hidrodresserita cristal·litzen en el sistema triclínic, mentre que la resta d'espècies ho fan en l'ortoròmbic. De vegades aquest grup també és conegut com a grup de la dundasita.
| Espècie             | Fórmula                    |
| ------------------- | -------------------------- |
| Alumohidrocalcita   | CaAl₂(CO₃)₂(OH)₄(H₂O)₃·H₂O |
| Dresserita          | BaAl₂(CO₃)₂(OH)₄·H₂O       |
| Dundasita           | PbAl₂(CO₃)₂(OH)₄·H₂O       |
| Estronciodresserita | (Sr,Ca)Al₂(CO₃)₂(OH)₄·H₂O  |
| Grguricita          | CaCr₂(CO₃)₂(OH)₄·4H₂O      |
| Hidrodresserita     | BaAl₂(CO₃)₂(OH)₄·3H₂O      |
| Kochsandorita       | CaAl₂(CO₃)₂(OH)₄·H₂O       |
| Petterdita          | PbCr³⁺₂(CO₃)₂(OH)₄·H₂O     |

Als territoris de parla catalana ha estat descrita l'alumohidrocalcita a la pedrera del turó de Montcada (Montcada i Reixac, Vallès Occidental), i a la mina Elvira, al llogaret de Bruguers (Gavà, Baix Llobregat). També ha estat descrita la dundasita a la mina San Miguel (Ribes de Freser, Ripollès), a Prullans (Cerdanya), i a la mina Botalaria (Borriol, Plana Alta).